# Azpeytia scutellaris
Azpeytia scutellaris är en tvåvingeart som beskrevs av Walker 1865. Azpeytia scutellaris ingår i släktet Azpeytia och familjen blomflugor. Inga underarter finns listade i Catalogue of Life.